# Hugo van Payns
Hugo van Payns of Hugues de Payns (Payns (Frankrijk), 1070 – Palestina, 24 mei 1136) was de eerste grootmeester van de Orde van de tempeliers. Hij vocht aan de zijde van Godfried van Bouillon in Jeruzalem tijdens de Eerste Kruistocht.
Hugo van Payns richtte er samen met acht andere ridders de Orde van de tempeliers op, ook bekend onder de officiële naam: Orde van de Arme Ridders van Christus en de Tempel van Salomo.

## Levensloop

Wapen van Hugo van Payns

Hij werd waarschijnlijk geboren op Château Payns, 10 km gelegen vanaf Troyes in de provincie Champagne. Hij was waarschijnlijk een vazal van Hugo I van Champagne die hij begeleidde tijdens de Eerste Kruistocht, het is ook goed mogelijk dat hij bij het gevolg van Godfried van Bouillon behoorde gedurende de kruistocht. Graaf Hugo van Champagne bezocht Jeruzalem voor een tweede keer in 1108, met aan zijn zijde Hugo van Payns, die er voorgoed verbleef nadat zijn heer weer was teruggekeerd naar Frankrijk. Hij organiseerde daarna een negental monniken om zich heen met als levenstaak alle pelgrims te beschermen die langs een route naar het Heilig Land trokken, als reactie op de oproep van paus Urbanus II.
Payns benaderde koning Boudewijn II van Jeruzalem met acht ridders/monniken. Twee van hen waren broers, de rest was met elkaar verbonden door familie of bloedverwanten. Het doel was om de orde van Tempeliers op te richten.
De andere ridders waren Godfried van Sint-Omaars, Payen de Montdidier, Archambaud de St. Agnan, Andre de Montbard, Geoffrey Bison, en twee mannen werden geregistreerd alleen onder de namen van Rossal en Gondamer. De negende ridder bleef onbekend, alhoewel sommigen speculeerden dat het graaf Hugo van Champagne zelf was.
Als grootmeester leidde hij de orde bijna twintig jaar tot zijn dood. Hij ontwierp een stabiele militaire en financiële organisatie.
Op een reis naar Europa in 1129 richtte hij verschillende takken op van de Tempeliers in Frankrijk, Engeland en Schotland. Hij bezocht Engeland en Schotland in 1128, waar hij mensen en geld ronselde voor zijn orde. Ook stichtte hij een huis van de orde in Londen en een ander in de buurt van Edinburgh, bekend als de Tempel van Midlothian. Hij stierf in het Heilige Land in 1136 en werd opgevolgd door grootmeester Robert de Craon.
Hugo van Payns had een zoon, Theobald (Thibauld), die later abt van de Abdij van Colombe in Sens is geworden.